# Ristea Priboi
Ristea Priboi (n. 9 mai 1947, Brădești, Dolj) este un fost ofițer de Securitate, SIE și politician român. Ristea Proboi a fost deputat în legislatura 2000-2004.  În cadrul activității sale parlamentare, Ristea Priboi a fost membru în grupurile parlamentare de prietenie cu Republica Argentina, Republica Libaneză și Republica Populară Chineză.

## Biografie
A absolvit Școala de Securitate de la Băneasa în 1968 și a obținut în 1971 o diplomă de absolvire la drept. Cu un an înainte, la 1 ianuarie 1970 a fost încadrat ca ofițer în Direcția de Informații Externe. A fost trimis în misiuni de spionaj, în calitate de cadru DIE, în Anglia (între 1974 și 1978), apoi în Suedia, Franța, Spania, Norvegia, Danemarca, Belgia, Olanda și Grecia.
Ca ofițer de informații, Ristea Priboi a fost, între altele, adjunctul șefului departamentului din Direcția de Informații Externe care se ocupa de postul de radio "Europa Liberă", fiind colaborator apropiat al generalului Nicolae Pleșiță, în perioada în care spionajul românesc a organizat, printre altele, atentatul cu bombă la sediul din München al postului, atentat condus de Carlos Șacalul și coordonat de Securitate, dar și tentative de asasinare a unor angajați ai postului Radio Europa Liberă sau a scriitorului dizident Paul Goma.
Ca agent acoperit, Ristea Priboi s-a infiltrat în Mișcarea transcendentală și a contribuit la lichidarea ei de către autorități în anul 1981.
După 1989, odată cu dispariția Securității, Ristea Priboi a devenit ofițer în cadrul Serviciului de Informații Externe, calitate în care a fost trimis în misiune în 1994 în Iugoslavia în timpul regimului lui Miloșevici și foarte probabil a contribuit la organizarea contrabandei cu carburanți prin gara Jimbolia, prin care România a încălcat flagrant embargoul impus de ONU asupra Iugoslaviei.
Priboi a fost însă recompensat, fiind detașat în 1995 la biroul Președintelui Camerei Deputaților, Adrian Năstase, ocupând postul de consilier personal al acestuia, dar păstrându-și în același timp și gradul și calitatea de ofițer activ al SIE — situație care a încetat abia în 1997, când a fost trecut în rezervă. În anul 2000, Ristea Priboi devine deputat PSD. În cadrul activității sale parlamentare, Ristea Priboi a fost membru în grupurile parlamentare de prietenie cu Republica Argentina, Republica Libaneză și Republica Populară Chineză.  În 2000, Priboi a declarat că posedă acțiuni la SNP PETROM și la  Finans Bank,  două terenuri intravilane și un apartament. Mai mult, Năstase a încercat să-l impună în fruntea Comisiei parlamentare pentru controlul SIE. Încercare ratată, Priboi fiind nevoit să renunțe la funcție după ce presa a dezvăluit că a fost implicat în acțiunile represive întreprinse de fosta Securitate împotriva postului de radio Europa Liberă.
La începutul anului 2006 Priboi a fost cercetat de DNA pentru a complicitate la luare și dare de mită, în calitate de mijlocitor al întâlnirii dintre Ioan Melinescu și Adrian Năstase, întâlnire la care Adrian Năstase i-ar fi oferit lui Ioan Melinescu postul de șef al Oficiului Național de Prevenire și Combatere a Spălării Banilor, în schimbul distrugerii unui înscris care dovedea că Dana Năstase a depus, în anul 1999, 400.000 de dolari în numerar la o bancă.
Trecutul antedecembrist al lui Priboi a generat mai multe scandaluri de-a lungul timpului. Werner Sommerauer, participant la revolta anticomunistă din 15 noiembrie 1987 de la Brașov, l-a acuzat pe Priboi că ar fi fost unul dintre actorii reprimării manifestării. Potrivit lui Sommerauer, Priboi l-a lovit peste palme, l-a întins pe masă și l-a lovit peste tălpi atât de tare încât îi crăpaseră tălpile de la pantofi. Ristea Priboi i-a dat în judecată pentru aceste acuzații pe Werner Sommeraurer și pe istoricul Marius Oprea, dar a pierdut procesul. O altă acuzație a fost lansată de senatorul liberal Radu F. Alexandru. Potrivit acestuia, Priboi ar fi scris două note informative — documente autentice — provenind din arhiva CNSAS, Dosarul I/622, referitoare la urmărirea informativă a poetului Ion Gheorghe. Notele respective vizau activitatea și atitudinea politică ale poetului Ion Gheorghe, tematica poeziilor sale, cât și viața familială.
Priboi a mai fost cercetat penal într-un alt dosar, ce privea returnări ilegale de TVA, de care ar fi beneficiat Genică Boerică, pe care Priboi l-ar fi ajutat prin intervenții la Finanțele din Dolj. Priboi a fost urmărit pentru suspiciunea de complicitate la înșelăciune, dar procurorii nu i-au putut dovedi vinovăția. Priboi a fost scos în noiembrie 2007 de sub urmărire penală, pentru că procurorii nu au putut stabili cu certitudine că ar fi primit mită și nici că respectivele intervenții s-au produs în realitate.
Ristea Priboi mai este cercetat în dosarul „mătușa Tamara”, al cărui urmărit principal este Adrian Năstase. În martie 2008, Ristea Priboi s-a întors în România după mai bine de trei ani în care s-a ascuns de procurorii care îl cercetează în acest dosar.
În octombrie 2009, Ristea Priboi a fost trimis în judecată de procurorii Direcției Naționale Anticorupție, fiind acuzat de complicitate la luare de mită și complicitate la dare de mită.
În calitate de consilier al fostului premier Adrian Năstase, Priboi ar fi făcut legătura între acesta și Ion Melinescu, fostul președinte al Oficiului Național pentru Prevenirea și Combaterea Spălării Banilor.
Dosarul, în care mai sunt trimiși în judecată Năstase și Melinescu, este suspendat de Înalta Curte din cauza unei sesizări la Curtea Constituțională.